# Leif Wager
Leif Christian Wager (ur. 11 lutego 1922 w Helsinkach, zm. 23 marca 2002 tamże) – fiński aktor. Na przestrzeni lat 1940–2001 wystąpił w około 80 produkcjach filmowych i telewizyjnych. Zagrał w filmie Kaks' tavallista Lahtista, który rywalizował na 10. Międzynarodowym Festiwalu Filmowym w Berlinie.

## Wybrana filmografia
- Sven Tuuva (1958)
- Kaks' tavallista Lahtista (1960)
- Hobitit (1993)